# Confessio Amantis

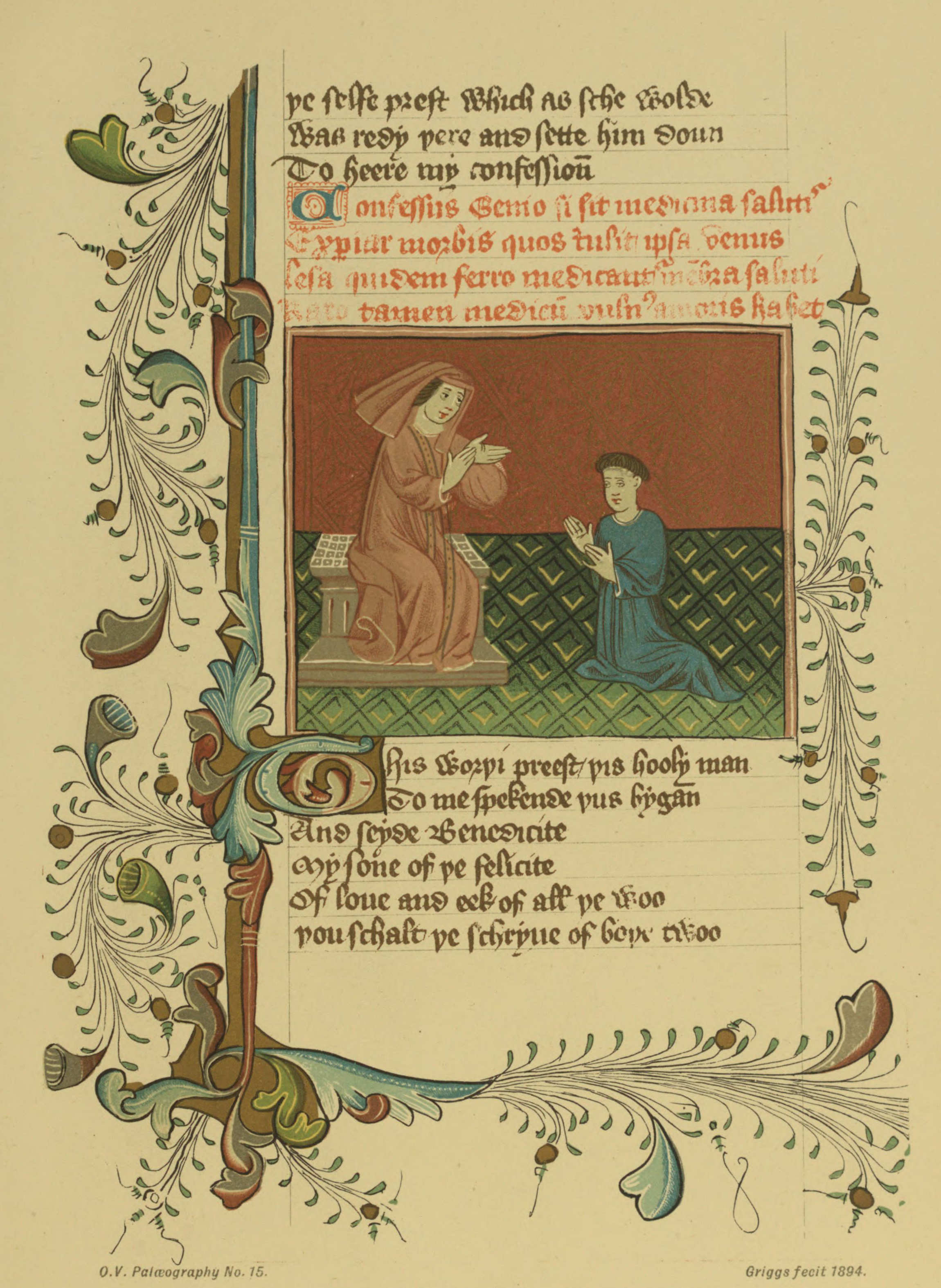
El autor y el Sacerdote de Venus, en un manuscrito de la Confessio Amantis ca. 1399

Confessio Amantis, en  inglés The Lover's Confession es un poema de 33 000 versos en inglés escrito por John Gower, que utiliza la confesión hecha por un amante anciano al capellán de  Venus como una historia marco para una colección de poemas narrativos más cortos. Según su prólogo, fue compuesto a petición de  Ricardo II. Se encuentra al nivel de las obras de  Chaucer,  Langland y el poeta Pearl como una de las grandes obras de la literatura inglesa de finales del siglo XIV. El índice de «Middle English Verse» muestra que en la época anterior a la imprenta era uno de los manuscritos más copiados —59 copias— junto con Los cuentos de Canterbury —72 copias— y Pedro el Labrador —63 copias—.
En el género se lo considera un «poema de consuelo», una forma medieval inspirada en la Consolación de la filosofía de Boecio y ejemplificado por obras como Perla. A pesar de esto, se estudia más habitualmente junto con otras colecciones de cuentos con estructuras similares, como el Decameron de Boccaccio  y, en particular, Los cuentos de Canterbury de Chaucer, con los que la Confessio tiene varias historias en común.

## Historia textual
La composición del trabajo probablemente comenzó alrededor de 1386 y el trabajo se completó en 1390. El prólogo de esta primera recensión relata que la obra fue encargada por Ricardo II después de una reunión casual con la barcaza real en el río Támesis; el epílogo dedica el trabajo a Richard y a Geoffrey Chaucer, como el "discípulo y poeta" de  Venus. Esta versión de la obra tuvo una circulación generalizada, tal vez debido a sus conexiones reales (Peck 2000), y fue la más popular de las obras de Gower, con al menos 32 de los 49 manuscritos existentes de la Confessio que contiene esta versión.
La historia posterior es complicada y no del todo segura. Sufrió una gran cantidad de revisiones, parte de ellas por Gower y algunas probablemente por escribas individuales. Lo que sigue es la historia convencional tal como fue formulada por Macaulay (1901:xxi). La historia real es probablemente algo más complicada (ver, por ejemplo, Watt 2003: 11-13 para una descripción general del trabajo reciente).
Según Macaulay (1901: xxii), se emitió una segunda recensión hacia 1392, con algunos cambios significativos: lo más notable es que se eliminan la mayoría de las referencias a Richard así como la dedicación a Chaucer, y éstas se reemplazan con una nueva dedicación a Enrique de Lancaster, el futuro rey Enrique IV de Inglaterra. Naturalmente, se ha asumido comúnmente que esto refleja un cambio en las lealtades del poeta, y de hecho hay señales de que Gower estaba más apegado al partido de Enrique en este período; pero si bien atacó a Richard más adelante en esa misma década, no hay evidencia de que estos cambios iniciales indiquen ninguna hostilidad particular hacia Richard o Chaucer (Peck 2000), y se ha argumentado que el proceso de revisión no fue políticamente motivado en absoluto, pero comenzó más bien porque Gower deseaba mejorar el estilo del trabajo (Burrows 1971: 32) con las dedicatorias que fueron alteradas como una cuestión puramente secundaria. Pearsall (2004: 94) asigna un «estado dudoso» a la «segunda recensión» de Macaulay y tiene otros comentarios sobre el recuento de Macaulay del texto.
Una tercera y última recensión fue publicada en 1393, conservó la dedicación a Enrique. Aunque solo unos pocos manuscritos de esta versión sobreviven, se ha tomado como la representación de la visión final de  Gower para el trabajo, y es la versión más conocida, ya que ha servido como base de todas las ediciones modernas.

## Estilo
Las obras anteriores de Gower habían sido escritas en  francés anglo-normando y latín. No se sabe con seguridad por qué eligió escribir su tercer poema largo en  inglés; la única razón por la que el propio  Gower da es que «los hombres finitos se quedan en Inglaterra» (prol.22-23). Se ha sugerido que fue la influencia de Chaucer, quien en parte dedicó su Troilus y Criseyde a Gower, lo que lo convenció de que el vernáculo era un lenguaje adecuado para la poesía, y la influencia de la Legend of Good Women de Chaucer se detectó en la Confessio (Macaulay 1908: sec 23).
Con la excepción de una  carta de 74 líneas «hasta Cupido y hasta Venus» en el Libro VIII, Gower no adoptó el nuevo pentámetro con el que Chaucer había estado experimentando recientemente, y que en el siglo XV se convirtió en el medidor estándar para la rima inglesa. Retenía en su lugar la línea  octosilábica que anteriormente había sido la forma estándar de la poesía inglesa, y la escribió en pareados, en lugar de en las estrofas que había empleado en sus obras anteriores. Gower caracterizó su verso en la Confessio como el estilo simple.
Esta decisión no siempre ha recibido reconocimiento, ya que a veces se considera que las líneas más cortas se prestan a una regularidad monótona, pero el manejo del medidor por parte de Gower ha sido elogiado. Macaulay (1901: xvi, 1908: sec 33) encuentra su estilo técnicamente superior al de Chaucer, admirando «la suavidad métrica de sus líneas, lograda sin acento antinatural ni orden forzado de palabras». El defensor más entusiasta de la obra fue C.S. Lewis, quien, aunque admite que el trabajo puede ser «prosaico» y «aburrido» en algunos lugares, identifica una «dulzura y frescura» en el verso y elogia su «precisión y peso memorables» (Lewis 1936: 201). No todas las evaluaciones han sido tan positivas: Burrow (1971: 31) lo describe como «no tan sencillo como raído», y señala que las citas selectivas de críticos anteriores han servido para llamar la atención sobre las secciones que son mejor poesía, pero no representativas del trabajo como un todo.

## Lenguaje
El lenguaje de Gower difiere del dialecto londinense en el que Chaucer escribió. Samuels y Smith (1988: 15) observaron que hay varias formas en que su lenguaje difiere del de Chaucer.

Un grupo sugiere una influencia de Kent:

1. Verbos en presente indicativos presentes de la tercera persona singularizados, utilizados en una extensión mucho mayor que en Chaucer.
2. ie ortografía como reflejo (forma moderna) de OE ē, ēo, y OF ē eg. El área principal para estas grafías es W Essex y W Kent.
3. selver por 'silver',  una forma meridional y sudoriental de los Midlands.
4. soster por 'hermana': principalmente de Kent y sudoeste.
5. þerwhiles (þat) , 'while': Kentiano, en una franja estrecha desde allí hasta el surde los Midlands, incluidos los textos anteriores de Londres.

Otro grupo es definitivamente East Anglian:

1. boþen 'both' se encuentran en Norfolk, Suffolk y un área en W Midlands.
2. ȝoue 'dado': principalmente una forma oriental.
3. - h - como en myhte, hyhe, yhen.

La familia de Gower poseía tierras en SW Suffolk, Kentwell Hall, y tenía asociaciones con NW Kent (Brabourne? Weever, John, 1576-1632; (1767). «Braborne». Antient funeral monuments, of Great-Britain, Ireland, and the islands adjacent. Tooke, William.</ref>). (Lee en DNB) Así, «el dialecto de Gower se basa esencialmente en los dos dialectos regionales de Kent y Suffolk, no el de Londres, como pensó Macaulay (1901: cxxx, 1908: sec 32)».

Se explican algunas diferencias bien conocidas entre Chaucer y Gower por la conclusión de que Gower está asociado con Kent y Suffolk.
1. El tratamiento de los reflejos de OE y: Chaucer utiliza i, normalmente, pero e vez en cuando en rima. La práctica de Gower es lo contrario - e con mayor frecuencia en la línea media, pero i, y en la rima. ...
2. El participio presente: la forma de Gower, -ende, era una variante menor en Kent donde la forma principal era -ynde, y en el dialecto de Londres de mediados del siglo XIV, donde la forma principal era -ande. Chaucer, que igualmente debe haber crecido usando alguna forma -nde (-ande o -ende) , adoptó el más progresivo -ynge, pero la persistencia de Gower con -ende puede explicarse solo por referencia al estrato de Suffolk en su lenguaje.

Smith (2004: 65) concluye que a pesar de estas características regionales «Gower fue evidentemente parte de la comunidad lingüística de Londres de finales del siglo XIV». El vocabulario de Gower es educado, con un amplio uso de préstamos en francés y en latín, algunos de ellos aparentemente originales; por ejemplo, la Confessio es el trabajo más antiguo en el que se certifica la palabra history en inglés (OED también Middle English Dictionary). Es claro que el trabajo fue dirigido a una audiencia educada de manera similar a partir de la inclusión de epígrafes latinos al comienzo de cada sección principal.

La Confessio se divide en un prólogo y ocho libros, que están divididos temáticamente. La estructura narrativa se superpone a esto en tres niveles: la materia externa, el marco narrativo y los relatos individuales que conforman la mayor parte del trabajo.

La Confessio fue aparentemente popular en su propio tiempo; sus 49 manuscritos supervivientes sugieren una popularidad a medio camino entre los Cuentos de Canterbury de Chaucer (80 copias) y Troilus y Criseyde (16 copias). Macaulay (1900: vii) afirma que fue el primer libro en inglés que se tradujo a un idioma extranjero. Sin embargo, Gower, tal vez más que cualquier otro poeta de su época, ha sufrido a través de su estrecha asociación con Chaucer, quien como preeminente creador de la Edad Media inglesa eclipsa a sus pares de la misma manera que Shakespeare dominó el cambio de siglo XVII. Y a pesar de esta aparente popularidad, las reacciones críticas al trabajo a menudo han sido desfavorables.
En el siglo XV, Gower y Chaucer fueron invariablemente considerados juntos como los fundadores de la poesía inglesa. John Lydgate elogió a Gower Chaucers erthly goddes two, The Kings Quair fue dedicado a «Gowere y Chaucere, que en el steppis satt/of rethorike», y George Ashby llamó a Chaucer, Gower y Lydgate «premiados poetas de esta nación» (citado por Fisher, 1965: 3).
La primera crítica conocida es una referencia aparente en el «Prólogo del hombre de la ley» de Chaucer: el Hombre del mismo nombre, alabando a Chaucer, observa que
       no word ne writeth he
Of thilke wikke ensample of Canacee
That loved hir owene brother synfully—
Of swiche cursed stories I say fy!—
Or ellis of Tyro Appollonius,
How that the cursed kyng Antiochus
Birafte his doghter of hir maydenhede,
That is so horrible a tale for to rede
(Canterbury Tales, II.77–84: Bradley et al. 1988)
Ambos ejemplos son referencias a la Confessio( Canace es III.143-336), y se ha pensado a veces que este pasaje fue la causa directa de la eliminación de la dedicación a Chaucer de las últimas ediciones de la obra. Cabe señalar que esta crítica velada a la Confessio historias inmorales  no es necesariamente incompatible con el famoso doblaje de su amigo 'Moral Gower' de Chaucer; ese pasaje, en el Troilo de Chaucer , probablemente fue escrito antes de que Gower comenzara la Confessio.
Las generaciones posteriores han sido igualmente desagradables. La evaluación influyente de Puttenham (1589: 50) encontró el verso inglés de Gower inadecuado en todos los aspectos:

Gower [...] no tenía nada en sí mismo que mereciera elogio, ya que sus versos eran hogareños y sin una buena medida, sus palabras sacaban gran partido de los escritores franceses, le quitaban su ryme y en sus intuiciones una pequeña subtilidad: las aplicaciones de sus moralidades son las mejores en él y, sin embargo, las muchas veces otorgadas de manera muy grosera, ni siquiera la sustancia de sus obras fue tan sutil como la de sus títulos.

En el siglo XIX, la Confessio era considerada por algunos como «un monumento de aburrimiento y pedantería» (citado por Coffman 1945: 52). Mientras que Macaulay (1901: x-xxi, 1908: sec 28) fue cautelosamente agradecido, su contemporáneo Crawshaw (1907: 61) atribuyó a la obra cierta falta de vigor o falta de vigor, y una incapacidad fatal para comprender cuando dijo lo suficiente. Incluso C.S. Lewis, quien ha sido citado anteriormente admirando el estilo del trabajo, no estaba convencido por su estructura, describiendo el epílogo como una coda larga y fracasada (Lewis 1936: 222).
Gower también recibió su parte de agradecimiento. Un tratado del siglo XV impreso por Caxton describe "sus libros, llamados Confessionalle" como
Ful of sentence / set ful fructuosly
That hym to rede / shal gyue you corage
He is so ful of fruyt, sentence and langage
(Book of Curtesye, 327–329: Furnivall 1868)
( Libro de Curtesye , 327-329: Furnivall 1868)
En algunos casos, es alabado y condenado a la vez; Jonson (1640) lo considera peligrosamente atractivo y puede dañar a los escritores jóvenes que podrían sentirse tentados de imitar su estilo:
... cuidado con dejarles probar Gower , o Chaucer al principio, por temor a enamorarse demasiado de la Antigüedad, y no aprehender el peso, se vuelven ásperos y estériles solo en el lenguaje
Peck (2000) interpreta esto como un elogio inequívoco. E incluso la estructura de su trabajo ha sido declarada perfecta por algunos: Coffman (1945: 58) sostiene que

[tiene] una gran integridad y unidad basada en la defensa del esquema ético [de Gower] para el universo ... Gower le dice en el Prólogo exactamente qué es lo que va a hacer. Él lo hace bien. Vale la pena hacerlo y recapitula en el Epílogo.

Watt (2003: 11) resume las reacciones críticas divididas como «reflejando ... la complejidad tanto del poema mismo, que invita interpretaciones conflictivas y reacciones contradictorias, como su historia textual».

Para sus contemporáneos, el trabajo de Gower era generalmente tan conocido como la poesía de Chaucer: Caxton imprimió el trabajo de Gower junto con el de Chaucer, y Gower se convirtió en parte del canon temprano de la literatura inglesa. Pero fueron las obras de Chaucer las que se convirtieron en el modelo para futuros poetas, y el legado de la Confessio ha sufrido como resultado. Es difícil encontrar obras que muestren signos de influencia directa: el único ejemplo claro es el Pericles de Shakespeare, donde la influencia es un préstamo consciente: el uso de la característica línea  octosilábica de Gower para el personaje de Gower. La historia de la cabeza descarada, aquí asociada con Robert Grosseteste, se asoció más tarde con su discípulo Roger Bacon.
Aunque no es de una gran importancia como fuente de trabajos posteriores, la Confessio es sin embargo significativa por sí misma como uno de los primeros poemas escritos en una forma de inglés que es claramente reconocible como un precursor directo del estándar moderno y, sobre todo, como una de las pocas obras que establecieron los cimientos del prestigio literario en el que se basa la literatura inglesa moderna.

1. 

- Lee, Sidney. «Gower, John». Dictionary of National Biography, 1885-1900, Volume 22.
- Nicholson, Peter, ed (1991). Gower's Confessio Amantis: A Critical Anthology, Bury St. Edmunds: D.S. Brewer.
- Nicholson, Peter (2005). Love and Ethics in Gower's Confessio Amantis. Ann Arbor: University of Michigan Press.

- Volume I of Russell Peck's edition of the Confessio Amantis (containing the Prologue, Book 1, and Book 8); Volumes 2 (Books 2-4) and 3 (Books 5-7) can also be accessed at the Complete Catalog of TEAMS texts\
- Confessio Amantis at Archive.org not recommended
- Edición electrónica libre de {{{título}}} en el Proyecto Gutenberg (based on Macaulay 1901)
- Edition of Reinhold Pauli 1857
- Pearsall, Derek (8 de abril de 2001). «Thirty Year Working Bibliography:Gower». Chaucer. Harvard University. Archivado desde el original el 18 de enero de 2016. Consultado el 9 de noviembre de 2015.